# Transylvania Open 2021
Il Transylvania Open 2021 è un torneo di tennis giocato sul cemento indoor. È la prima edizione dell'evento, che fa parte della categoria WTA 250 nell'ambito del WTA Tour 2021. Si gioca alla BT Arena di Cluj-Napoca in Romania, dal 25 al 31 ottobre 2021.

## Partecipanti al singolare

### Teste di serie
| Nazionalità | Giocatrice         | Ranking* | Testa di serie |
| ----------- | ------------------ | -------- | -------------- |
| Romania     | Simona Halep       | 19       | 1              |
| Estonia     | Anett Kontaveit    | 20       | 2              |
| Regno Unito | Emma Raducanu      | 24       | 3              |
| Svizzera    | Jil Teichmann      | 39       | 4              |
| Australia   | Ajla Tomljanović   | 43       | 5              |
| Ucraina     | Marta Kostjuk      | 53       | 6              |
| Romania     | Irina-Camelia Begu | 56       | 7              |
| Ucraina     | Anhelina Kalinina  | 57       | 8              |

* Ranking al 18 ottobre 2021.

### Altre partecipanti
Le seguenti giocatrici hanno ricevuto una wild card per il tabellone principale:
- Irina Maria Bara
- Jaqueline Cristian
- Andreea Prisăcariu

Le seguenti giocatrici sono entrate nel tabellone principale con il ranking protetto:
- Mona Barthel
- Ivana Jorović

Le seguenti giocatrici sono passate dalle qualificazioni:

- Anna Bondár
- Anastasija Gasanova
- Alexandra Ignatik
- Aleksandra Krunić
- Lesley Pattinama Kerkhove
- Lesja Curenko

La seguente giocatrice è entrata in tabellone come lucky loser:
- Jana Fett

### Ritiri
Prima del torneo
- Ekaterina Aleksandrova → sostituita da  Polona Hercog
- Paula Badosa → sostituita da  Anna-Lena Friedsam
- Viktorija Golubic → sostituita da  Alison Van Uytvanck
- Kaia Kanepi → sostituita da  Ivana Jorović
- Veronika Kudermetova → sostituita da  Bernarda Pera
- Elise Mertens → sostituita da  Elena-Gabriela Ruse
- Camila Osorio → sostituita da  Jana Fett
- Mayar Sherif → sostituita da  Mona Barthel

## Partecipanti al doppio
| Nazione     | Giocatrice        | Nazione       | Giocatrice                | Rank* | Teste di serie |
| ----------- | ----------------- | ------------- | ------------------------- | ----- | -------------- |
| Stati Uniti | Kaitlyn Christian | Nuova Zelanda | Erin Routliffe            | 107   | 1              |
| Serbia      | Aleksandra Krunić | Paesi Bassi   | Lesley Pattinama Kerkhove | 123   | 2              |
| Romania     | Monica Niculescu  | Romania       | Elena-Gabriela Ruse       | 140   | 3              |
| Kazakistan  | Anna Danilina     | Norvegia      | Ulrikke Eikeri            | 153   | 4              |

* Ranking al 18 ottobre 2021.

### Altre partecipanti
Le seguenti giocatrici hanno ricevuto una wild card per il tabellone principale:
- Ilinca Amariei /  Briana Szabó
- Alexandra Ignatik /  Andreea Prisăcariu

### Ritiri
Prima del torneo
- Sharon Fichman /  Giuliana Olmos → sostituite da  Alëna Fomina-Klotz /  Ekaterina Jašina
- Ulrikke Eikeri /  Catherine Harrison → sostituite da  Anna Danilina /  Ulrikke Eikeri

## Campionesse

### Singolare
Anett Kontaveit ha sconfitto in finale  Simona Halep con il punteggio di 6–2, 6–3.
- È il quinto titolo della carriera per la Kontaveit, il quarto della stagione. In seguito alla vittoria, Anett si è qualificata per le WTA Finals.

### Doppio
Irina Maria Bara /  Ekaterine Gorgodze hanno sconfitto in finale  Aleksandra Krunić /  Lesley Pattinama Kerkhove con il punteggio di 4–6, 6–1, [11–9].